# 长柱玄参
长柱玄参（学名：Scrophularia stylosa）为玄参科玄参属下的一个种。

## 扩展阅读
- 維基物種上的相關：长柱玄参